# Самуїл

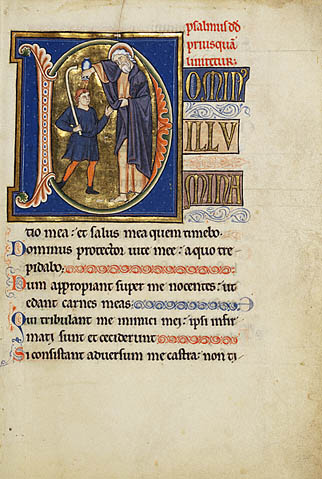
Самуїл помазує Давида на царство

Самуї́л, Самуе́ль, Шмуе́ль, івр. שְׁמוּאֵל‎ — пророк та ізраїльський суддя, був п'ятнадцятим і останнім ізраїльським суддею. Жив за 1146 років до Різдва Христового.

## Біблійна історія
Народився за молитвами своєї матері Анни (тому й отримав ім'я Самуїл — «від бога»), і ще до народження мати посвятила його Богові. Коли хлопчикові виповнилося три роки, Анна виконала свою обітницю і віддала сина під опіку первосвященика Ілія, який водночас був суддею над народом Ізраїля. Пророк зростав у страхові Божому. В 12 років мав одкровення про те, що Бог покарає весь дім первосвященика Ілія за те, що він не опам’ятав своїх нечестивих синів. Пророцтво збулося, коли філістимляни, вбивши 30 тисяч ізраїльтян, здобули перемогу й захопили священний Кивот Завіту. Почувши про це, первосвященик Ілій упав з сідалища навзнак, зламав хребта й помер. По його смерті суддею ізраїльського народу став Самуїл. Пророк Самуїл помер у глибокій старості. Його життя описано у Святому Письмі — Сир. 47, 13-23 та у Першій книзі царів. 406 року мощі пророка було перенесено з Юдеї в Константинополь.

## У Біблії
Великим пророком і останнім суддею народу ізраїльського був Самуїл, з коліна Левія. Самуїлові батьки довгий час не мали дітей. Якось Самуїлова мати, Анна, під час щирої молитви перед скинією дала Богу обітницю: якщо у неї народиться син, то вона посвятить його Господу. Молитву Анни було почуто, через рік у неї народився син. Анна назвала його Самуїлом, що означає – випроханий у Бога.
Молитва Анни. 1 Цар.  1, 9–18
Коли Самуїл підріс, мати привела його у скинію і віддала первосвященикові Ілію на служіння Богу. Первосвященик Ілій був у той час також і суддею народу ізраїльського.
У первосвященика Ілії було два сини — Офні та Фінеєс, які були священиками при скинії, але вони були люди порочні, без благоговіння проводили службу Божу і своєю вкрай нікчемною поведінкою розбещували народ. Ілій бачив благочестя Самуїла і поставив його на служіння при скинії. Самуїл спав завжди всередині скинії, неподалік від місця, де спав Ілій.
Якось Самуїл крізь сон почув голос, який кликав його: «Самуїле, Самуїле!» Самуїл вмить побіг до Ілія і сказав: «Ось я, ти кликав мене».
Ілій відповів: «Я не кликав тебе, іди лягай спати».
Самуїл пішов і ліг, і знову голос покликав його: «Самуїле, Самуїле!», і знову Самуїл прийшов до Ілія, але той відповів, що він не кликав його.
Коли ж це повторилось утретє, тоді Ілій зрозумів, що юнака кличе Господь, і сказав йому: «Йди назад і лягай. Якщо тебе ще покличе голос, ти скажи: «Кажи, Господи, бо чує раб Твій».
Самуїл ліг і знову почув голос, який кликав його. Самуїл відповів, як навчив його Ілій. Тоді Господь відкрив Самуїлові, що увесь дім Ілія загине від того, що Ілій знав, як нечестиво чинять його сини, і він не зупиняв їх.
Господь говорить із Самуїлом. 1 Цар.  3, 1–13
На другий день Самуїл передав Ілію, що сказав йому Господь. Ілій з покірністю сприйняв віщування.
Скоро все це справдилось.
Філістимляни напали на військо ізраїльське і розбили його. Тоді Ілій, на прохання старійшин ізраїльських, послав у табір ковчег завіту зі своїми синами – священниками Офні та Фінеєсом. Та ковчег не допоміг ізраїльтянам. Їх знову розбили філістимляни. Офні та Фінеєса вбили, а ковчег захопили. Так Господь показав людям, що свята річ не допоможе тому, хто не шанує святих заповідей Божих. Ілій, довідавшись, що ковчег взято філістимлянами, впав з сидіння, зламав хребет і помер.
Ковчег завіту, будучи великою святинею Господнею, недовго залишався у філістимлян. Сам Бог застеріг і врозумив їх тим, що їхнього ідола Дагона було потрощено, у мешканців того міста з'явились жахливі виразки на тілі, а миші наповнили їхні поля. Налякані філістимляни поставили ковчег завіту на нову колісницю, запрягли в неї двох молодих корів і відпустили їх із своєї землі. Корови без погоничів самі пішли в ізраїльську землю. Ізраїльтяни з великою радістю зустріли ковчег завіту.
Після судді ізраїльського – первосвященика Ілії – суддею народу ізраїльського було поставлено Самуїла. Він керував народом не тільки як суддя, але і як пророк Божий. Він переконав євреїв знищити усіх язичницьких ідолів, які були у них, молитися Богу за прощення і постити. Увесь народ каявся і казав: «Згрішили ми перед Господом». Після Самуїлової молитви Господь звільнив євреїв від влади філістимлян. Самуїл був суворим і правосудним, користувався у всіх великою повагою і любов'ю. Він керував народом сорок років. Під старість він передав владу двом своїм синам, які брали хабарі та судили несправедливо. Нетерплячі євреї стали просити Самуїла, щоб він поставив над ними царя, як в інших народів. Самуїл намагався переконати народ залишитись у колишньому правлінні, але марно.
Тоді Самуїл помолився Господу, і Господь сказав йому: «Послухай голос народу у всьому, що вони кажуть тобі; бо не тебе вони відкинули, але відкинули Мене, щоб Я не царював над ними».
Далі Господь сказав, щоб Самуїл попередив євреїв, що цар примусить увесь народ служити собі, забере собі найкращі землі, найкраще майно народу, і люди муситимуть усе віддавати цареві. Та народ не слухав пересторог Самуїла і сказав: «Ні, нехай цар буде над нами, і ми будемо, як інші народи». 1 Сам. 8. 19-20
За велінням Божим, Самуїл помазав на царство Саула, виливши на його голову священний єлей (рослинну олію), і тоді Дух Святий зійшов на Саула, й отримав Саул з небес силу керувати народом.